# Mytilus trossulus
Mytilus trossulus is een tweekleppigensoort uit de familie van de Mytilidae. De wetenschappelijke naam van de soort werd in 1850 voor het eerst geldig gepubliceerd door John Gould.

## Verspreiding
Mytilus trossulus is de belangrijkste inheemse getijdenmossel in de noordelijke Grote Oceaan. In Noord-Amerika wordt hij gevonden van Californië tot Alaska en in Azië van Hokkaido naar het noorden. Aan de zuidelijke grens hybridiseert hij met de diepwatermossel (M. galloprovincialis), die door menselijke activiteit in de Stille Oceaan is geïntroduceerd.
In de Noord-Atlantische Oceaan wordt M. trossulus gevonden aan de Amerikaanse kust van Maine en noordwaarts naar Canada, en ook op verspreide plaatsen aan de Noord-Europese kusten. In deze regio's bestaat het vaak naast en hybridiseert het met de gewone mossel (Mytilus edulis). De hele Oostzee wordt bewoond door een eigenaardige populatie van M. trossulus, die enige genetische introgressie vertoont met M. edulis en waarvan het mitochondriaal DNA is vervangen door M. edulis mtDNA. In het noordpoolgebied wordt M. trossulus gevonden in het noordwesten van Groenland, waar ze verspreid worden aangetroffen in de intergetijdenzone van 71° NB tot 77° NB.
Modiolus:
adriaticus · 
barbatus · 
modiolus · 
Musculus:
costulatus · 
discors · 
niger · 
subpictus

Mytilaster:
lineatus · 
minimus · 
Mytilus: 
†antiquorum · 
edulis · 
galloprovincialis · 
trossulus

Overig: 
†Arcoperna sericea · 
Crenella decussata · 
Dacrydium · 
Modiolula phaseolina · 
Perna woodi · 
†Rhomboidella prideauxi